# Октябрьский (Саратов)
Агафоновка (также Агафония, ранее Агафоновская слобода) — посёлок в Октябрьском районе Саратова. Официальное название (однако, малоиспользуемое в живой речи) — Октябрьский посёлок.

## Географическое положение

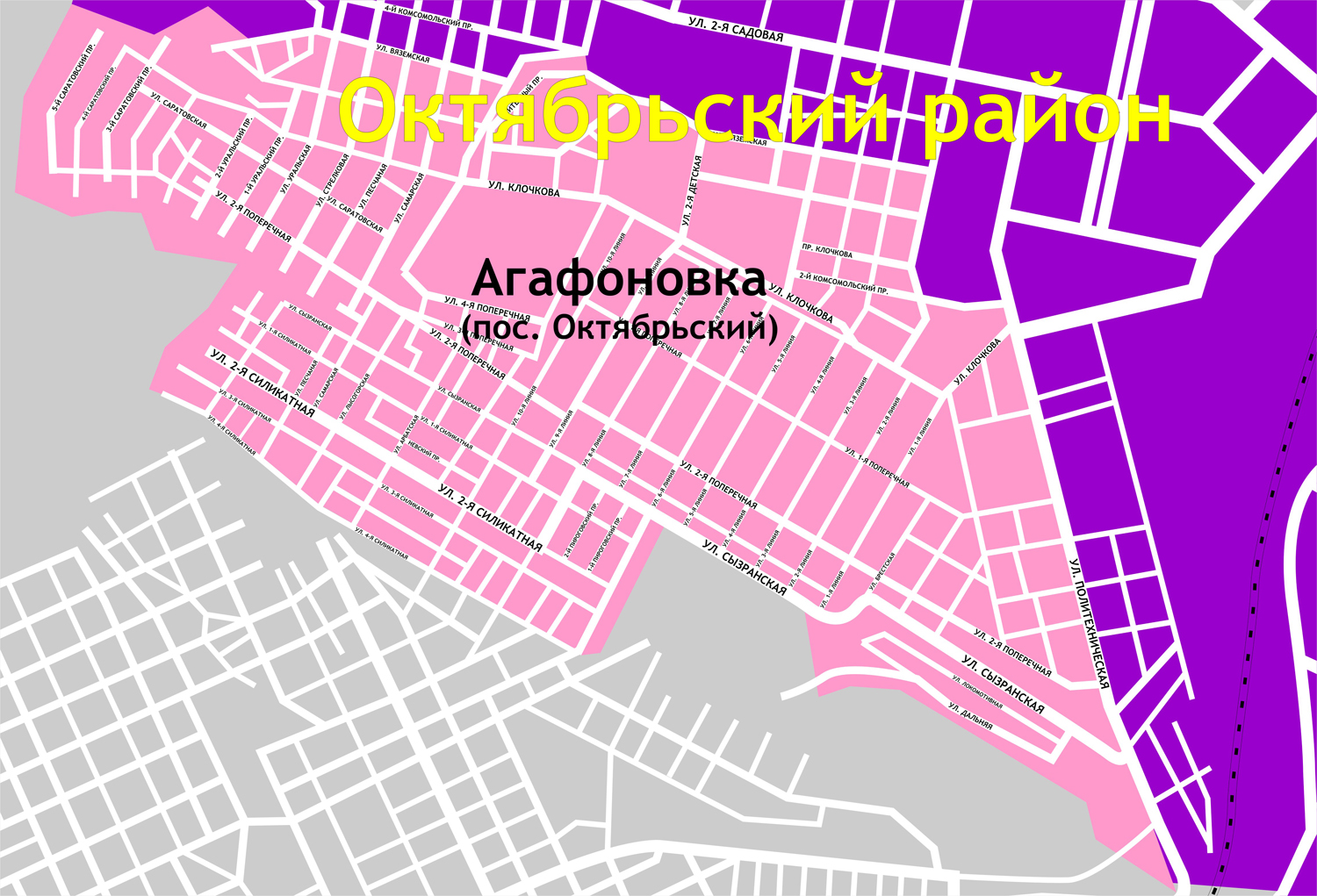
Агафоновка в составе Октябрьского района Саратова

Агафоновка находится на юго-западной границе Октябрьского района Саратова, южнее посёлка Клинический. Граница посёлка проходит по улицам Вяземская, Миротворцева, 2-му Комсомольскому проезду, улицам Политехническая, Дальняя, Сызранская, 6-я линия и 4-я Силикатная. К западу от Агафоновки находится лесопарк Кумысная поляна.
Рельеф посёлка сложный, холмистый, что выражается в народном названии частей посёлка — Верхняя (район улицы Сызранская) и Нижняя (улица Клочкова) Агафоновка.

## История
Своё название Агафоновка получила от имени купца первой гильдии Василия Яковлевича Агафонова. Поселение за границей тогдашнего Саратова стало называться его именем уже в 1910-х годах, когда после его смерти вдова купца Ксения Никитична и младший из трёх его сыновей Владимир построили в Агафоновке каменную церковь и церковно-приходскую школу.

## Достопримечательности
Лицей № 2.
Лицей начинает свою историю с 1912 года, когда на средства купеческой вдовы Ксении Никитичны и её сына Владимира Васильевича Агафоновых открыли в Агафоновском поселке церковно-приходскую школу.
В 1925 году школа переезжает в новое здание — теперь это — малая школа.
Основное здание нынешнего лицея было построено в 1935 году из кирпича, оставшегося после разборки Митрофаньевской церкви (у Крытого рынка).
До 1953 года в здании размещались две школы — мужская и женская. В 1953 году школа была реорганизована в среднюю политехническую общеобразовательную школу № 2 Приволжской железной дороги. В 1961 году переименована в среднюю общеобразовательную школу № 96.
Итогом многосторонней инновационной деятельности Лебедевой О. А., директора школы, являлось высокое качество знаний учащихся, позволившее экспертной комиссии Управления образования Саратовской области присвоить школе статус школы-лицея в 1992 году, а в 1998 получить статус лицея.
Располагается на ул. 1-я Поперечная, д. 4/3.
Храм в честь Благовещения Пресвятой Богородицы.
В 1912 году здание каменной однопрестольной церкви-школы было готово и храм освящен во имя Благовещения Пресвятой Богородицы. После революции храм был закрыт, купола и звонница снесены, а на оставшуюся часть храма надстроен второй этаж. Здание было превращено в жилой дом коммунального типа. 23 марта 2005 года, в Неделю Торжества Православия, в Благовещенском храме были совершены Чин положения Святого Антиминса и первая Божественная Литургия. В настоящее время, надстроенный второй этаж снесён, и в церкви идут восстановительные работы. Расположен храм на ул. 1-й линия, д. 9А.
Государственное образовательное учреждение «Центр по обучению и реабилитации инвалидов».
Является подведомственным учреждением Министерства социального развития Саратовской области. Образована в 1979 году. Расположена на ул. Клочкова, д. 81.

## Инфраструктура
В районе нет магистральных улиц. Улица Политехническая, носящая транзитную функцию, находится на восточной границе посёлка.
Основными магистралями Агафоновки являются:
- Улица Клочкова (названная в честь Героя СССР В. Г. Клочкова)
- Улица Сызранская
- Улица 2-я Силикатная

## Общественный транспорт

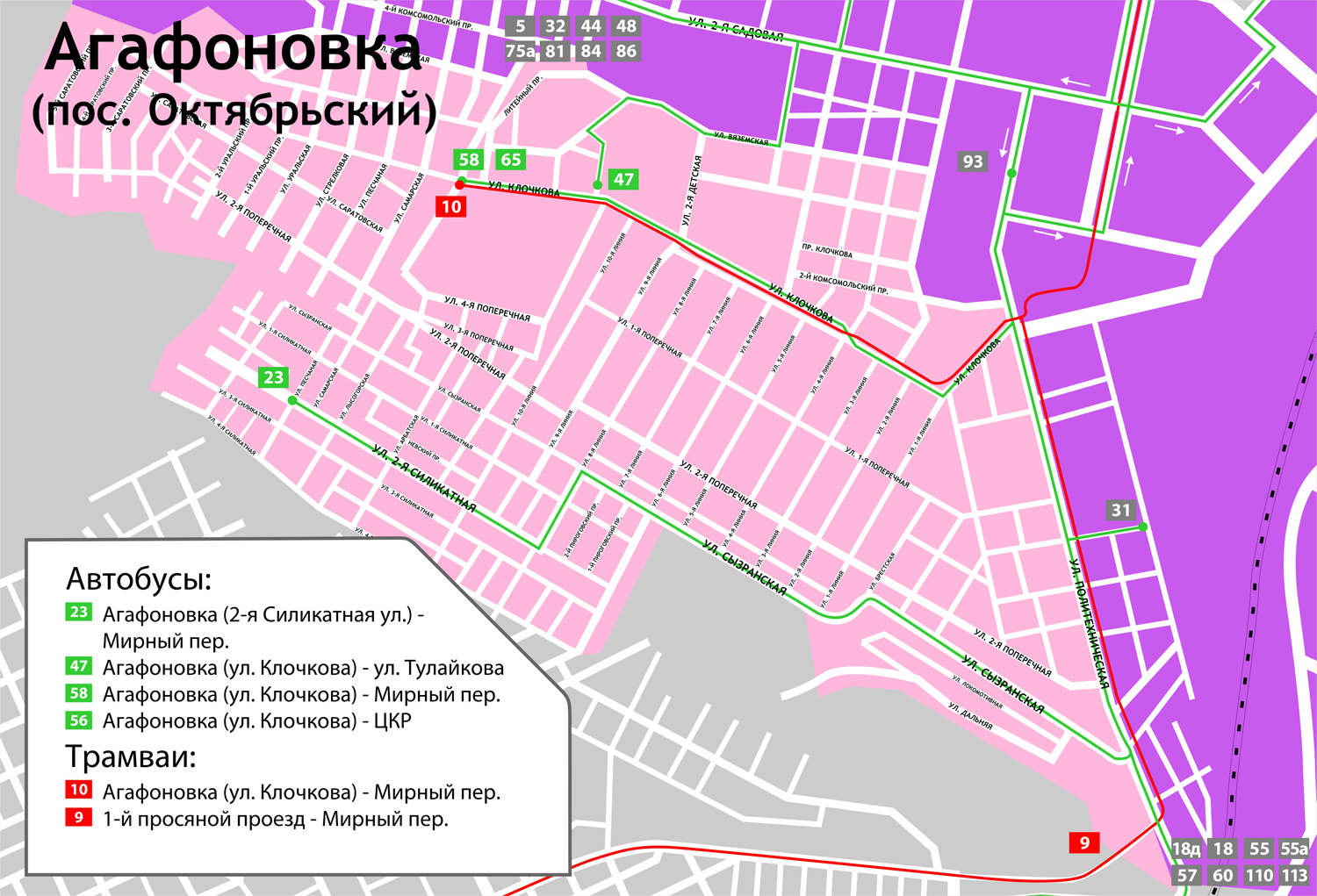
Общественный транспорт в Агафоновке

### Маршрутные такси
- 23 (Мирный переулок — Агафоновка (2-я Силикатная улица)
- 58 (Мирный переулок — Агафоновка (ул. Клочкова))
- 65 (Аэропорт — Агафоновка (ул. Клочкова))
- 58 (Агафоновка(ул. Клочкова) — Мирный переулок)

### Трамвай
- 10 (Мирный переулок — Агафоновка (ул. Клочкова))

## Административное положение
Посёлок относится к двум судебным участкам Октябрьского района: № 3 и № 5 (ул. Б.Садовая, д. 50).
В 2006 году посёлок попал в избирательный округ № 19.

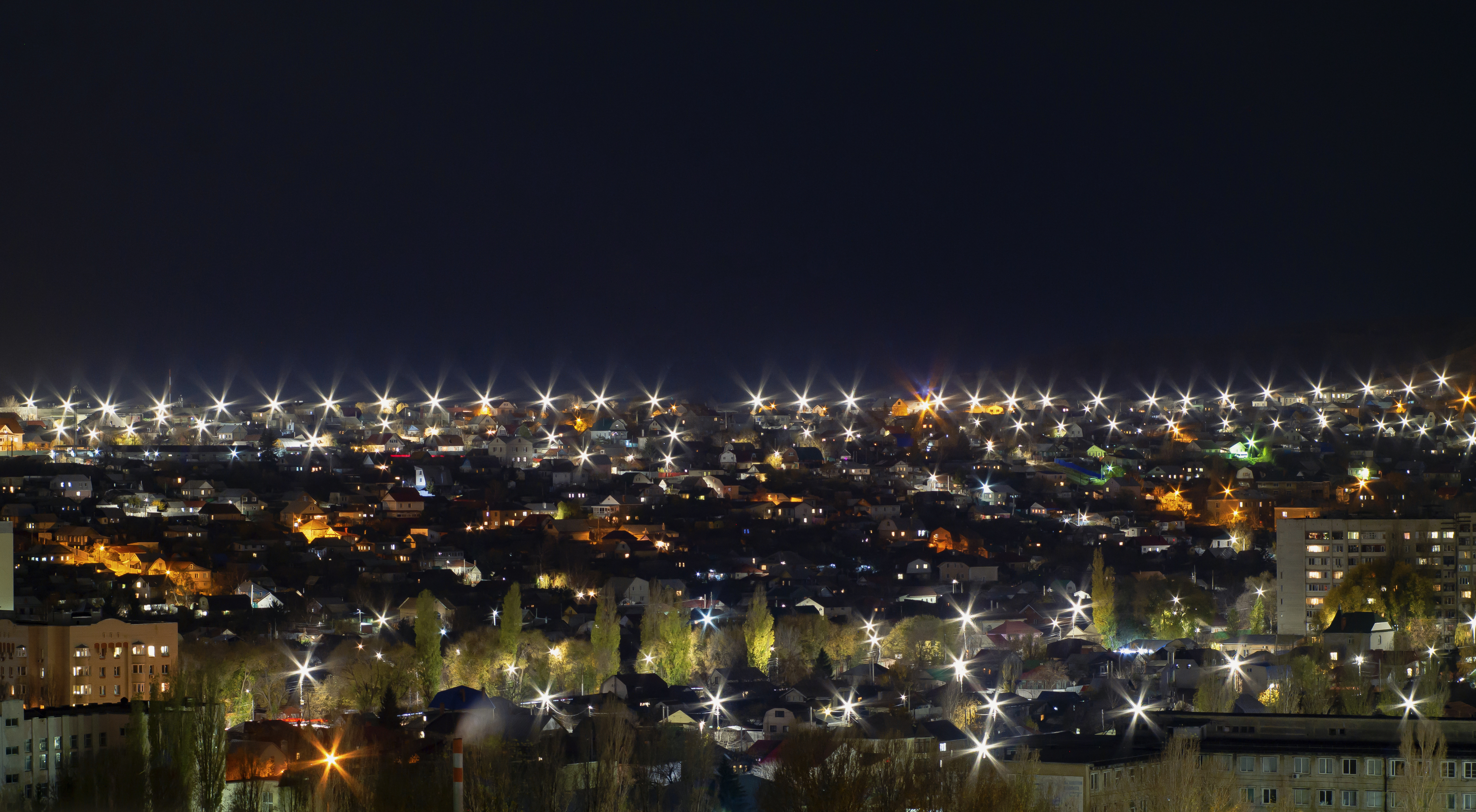